# Nasir Jang Mir Ahmad
Humayun Jâh, Nizâm ad-Dawla, Nabab Mir Ahmad `Alî Khân Bahadur, Nâsir Jang ou Nasir Jang Mir Ahmad est le second souverain de la dynastie des Nizâm de l'Hyderâbâd en 1748. Il est le second fils de Mir Qamâr ad-Dîn Khân Nizâm al-Mulk Asaf Jâh Ier auquel il succède à sa mort en 1748. Sa mère est la bégum Saidunnisa, troisième compagne de son père. Il est né à Nawar le 26 février 1712. Il est tué le 16 décembre 1750 et enterré dans un mausolée à Burhanpur.

## Biographie
En 1738, le fondateur de la dynastie des Afsharides, Nâdir Shâh commence son invasion de l'Inde. De 1738 à 1741, Nizâm al-Mulk Asaf Jâh Ier est parti en campagne pour soutenir l’empereur Muhammad Shâh dans sa lutte contre l’envahisseur. Nizâm al-Mulk Asaf Jâh Ier confie à son fils Mir Ahmad Nâsir Jang la régence pendant son absence. Mir Ahmad Nâsir Jang essaie de prendre le pouvoir mais son père le vainc à Idhag Maidan dans l'Aurangâbâd, le 23 juillet 1741.

### Règne
Asaf Jâh Ier est mort le 1er juin 1748 à Burhānpur. Sa succession est l'occasion de voir s'affronter les Français aux Britanniques. Ces derniers soutiennent Mir Ahmad `Alî Khân Bahadur Nasir Jang qui monte le jour même sur le trône pour un règne de moins deux ans alors que les Français soutiennent un petit-fils d’Asaf Jâh Ier, Muhyi ad-Dîn Muzaffar Jang.

### Mort
Il est blessé au tué d’un accrochage avec des troupes françaises à Arcot le 16 décembre 1750 et enterré dans un mausolée à Burhanpur. Son rival Muhyi ad-Dîn Muzaffar Jang en profite pour monter sur le trône.